# Deklaracja z Windhoek
Deklaracja z Windhoek (ang. Windhoek Declaration) – deklaracja ogłoszona 3 maja 1991 roku przyjęta w następstwie ustaleń na seminarium w „Sprawie Promowania Niezależnej i Pluralistycznej Prasy Afrykańskiej”, zorganizowanym przez UNESCO i Narody Zjednoczone w Windhuk w Namibii w dniach od 29 kwietnia do 3 maja 1991 r.
Przyjęta na seminarium deklaracja wzywała do ustanowienia i wspierania na całym świecie niezależnej, pluralistycznej i wolnej prasy, podkreślając że wolna prasa to podstawa funkcjonowania demokracji na świecie i podstawa dla rozwoju gospodarczego. Powoływała się przy tym na artykuł 19 Powszechnej deklaracji praw człowieka, mówiący że „Każdy człowiek ma prawo wolności opinii i wyrażania jej; prawo to obejmuje swobodę posiadania niezależnej opinii, poszukiwania, otrzymywania i rozpowszechniania informacji i poglądów wszelkimi środkami, bez względu na granice”.
Powodem zorganizowania seminarium były kryzysy, z jakimi borykała się Afryka w latach osiemdziesiątych. Zainspirowało ją również dążenie do demokratyzacji w Afryce, które nastąpiło po tych kryzysach, a także koniec zimnej wojny.
W późniejszym czasie kilka podobnych dokumentów zostało sporządzonych w innych częściach rozwijającego się świata:
- deklaracja z Ałma-Ata dla Azji Środkowej
- deklaracja z Sana dla Bliskiego Wschodu
- deklaracja z Santiago dla Ameryki Łacińskiej i Karaibów.

20 grudnia 1993 roku Zgromadzenie Ogólne ONZ rezolucją 48/432 ustanowiło Światowy Dzień Wolności Prasy przypadający w rocznicę podpisania deklaracji z Windhoek.